# Vitaly Minakov
Vitaly Minakov (Bryansk, 6 de fevereiro de 1985) é um lutador de artes marciais mistas russo, atualmente compete no Peso Pesado do Bellator MMA, onde é o atual campeão Peso-Pesado e ganhou o Torneio de Pesados de Temporada de Verão de 2013 .

## Olimpíadas de 2012
Porque Vitaly é diversas vezes campeão de Sambo e Campeão Russo Junior em Judô, ele considerou competir nas Olimpíadas de 2012. Não se sabe porque ele não competiu. Em uma entrevista em 2010, ele também disse que derrotou Teddy Riner, inúmeras vezes Campeão Mundial de Judô e Medalhista de Ouro Olímpico em uma seção de treino/sparring em 2006.

## Carreira no MMA

### Começo da carreira
Minakov fez sua estréia profissional em Novembro de 2010. Ele é Campeão Mundial de Sambo (2008, 2009, 2010, 2011).
Minakov derrotou o veterano do UFC e Bellator Eddie Sanchez em 7 de Junho de 2012 no Fight Nights - Battle of Moscow 7. Ele venceu por nocaute no primeiro round.
Minakov derrotou o Campeão Mundial de Jiu Jitsu Brasileiro e veterano do UFC Fabiano Scherner em 17 de Setembro de 2012 no Fight Nights - Battle of Desne. Ele venceu por nocaute no primeiro round.

### Bellator MMA
Em Junho de 2012, Minakov assinou com o Bellator.
Ele fez sua estréia no Bellator 79 em 2 de Novembro de 2012. Ele derrotou o campeão nacional da Moldávia & Faixa Preta de Judô Vladimir Starcencov por nocaute técnico no segundo round.
Minakov enfrentou Ron Sparks em 19 de Junho de 2013 na semifinal do Torneio de Pesados da Temporada de Verão do Bellator. Ele venceu a luta por nocaute técnico no primeiro round.
Minakov enfrentou Ryan Martinez no Bellator 97 na final em 31 de Julho de 2013. Ele conseguiu uma vitória por nocaute técnico no terceiro round, após derrubar Martinez e o segurar na montada. Então ganhou uma chance de disputar o título da categoria.
Ele ganhou sua chance pelo Cinturão Peso Pesado do Bellator contra o campeão e compatriota Alexander Volkov em 15 de Novembro de 2013 no Bellator 108. Minakov venceu a luta por nocaute ainda no primeiro round, sagrando-se assim o Campeão dos Pesados do Bellator.
Sua primeira defesa de título foi contra o veterano do UFC Cheick Kongo em 4 de Abril de 2014 no Bellator 115. Minakov perdeu um ponto no primeiro round, mas mesmo assim venceu a luta por decisão unânime após cinco rounds.
Em 2016, teve o cinturão retirado por conta de constantes recusas em defendê-lo.

## Campeonatos e realizações

### MMA
- Bellator MMA
  - Cinturão  Peso Pesado do Bellator
  - Vencedor do Torneio de Verão de 2013 do Bellator.

### Sambo
- Federação Internacional de Sambo Amador
  - Campeonato Mundial de Sambo (4 vezes)
  - Campeão Nacional Russo(4 vezes)
  - Campeão da Copa Presidencial Russa de Sambo (3 vezes - 2008, 2009 e 2010)

### Judô
- Federação Russa de Judô
  - Campeão Nacional Junior (1 vez)

## Cartel no MMA
| Cartel no MMA   |             |           |
| 21 lutas        | 21 vitórias | 0 derrota |
| Por nocaute     | 12          | 0         |
| Por finalização | 7           | 0         |
| Por decisão     | 2           | 0         |

| Res.    | Cartel | Oponente            | Método                                  | Evento                                      | Data       | Round | Tempo | Local                      | Notas                                        |
| ------- | ------ | ------------------- | --------------------------------------- | ------------------------------------------- | ---------- | ----- | ----- | -------------------------- | -------------------------------------------- |
| Vitória | 22-1   | Timothy Johnson     | Nocaute (socos)                         | Bellator 225: Mitrione vs. Kharitonov 2     | 24/08/2019 | 1     | 1:45  | Bridgeport, Connecticut    |                                              |
| Derrota | 21-1   | Cheick Kongo        | Decisão (unânime)                       | Bellator 216: MVP vs. Daley                 | 16/02/2019 | 3     | 5:00  | Uncasville, Connecticut    | Retorno ao Bellator.                         |
| Vitória | 21-0   | Tony Johnson        | Nocaute Técnico (socos)                 | Fight Nights Global-82                      | 16/12/2017 | 2     | 0:38  | Moscow                     |                                              |
| Vitória | 20-0   | Antônio Pezão       | Nocaute (socos)                         | Fight Nights Global-68                      | 02/06/2017 | 2     | 1:37  | São Petersburgo            |                                              |
| Vitória | 19-0   | D.J Linderman       | Nocaute (socos)                         | Fight Nights Global-59                      | 23/02/2017 | 3     | 3:09  | Moscow                     |                                              |
| Vitória | 18-0   | Peter Graham        | Finalização (chave de braço)            | EFN-50: Emelianenko vs. Maldonado           | 17/06/2016 | 1     | 1:02  | São Petersburgo            |                                              |
| Vitória | 17-0   | Josh Copeland       | Finalização (kimura)                    | Fight Nights - Moscow                       | 11/12/2015 | 2     | 2:50  | Moscow                     |                                              |
| Vitória | 16-0   | Geronimo dos Santos | Finalização (chave de braço)            | Fight Nights - Dagestan                     | 25/09/2015 | 1     | 3:14  | Kaspiysk, Daguestan        |                                              |
| Vitória | 15-0   | Adam Maciejewski    | Nocaute Técnico (socos)                 | Fight Nights - Sochi                        | 31/07/2015 | 1     | 0:20  | Sochi                      |                                              |
| Vitória | 14-0   | Cheick Kongo        | Decisão (unânime)                       | Bellator 115                                | 04/04/2014 | 5     | 5:00  | Reno, Nevada               | Defendeu o Cinturão Peso Pesado do Bellator. |
| Vitória | 13-0   | Alexander Volkov    | Nocaute Técnico (socos)                 | Bellator 108                                | 15/11/2013 | 1     | 2:57  | Atlantic City, New Jersey  | Ganhou Cinturão Peso Pesado do Bellator.     |
| Vitória | 12-0   | Ryan Martinez       | Nocaute Técnico (socos)                 | Bellator 97                                 | 31/07/2013 | 3     | 4:02  | Rio Rancho, New Mexico     | Final do Torneio de Verão de 2013.           |
| Vitória | 11-0   | Ron Sparks          | Nocaute Técnico (socos)                 | Bellator 96                                 | 19/06/2013 | 1     | 0:32  | Thackerville, Oklahoma     | Semifinal do Torneio de Verão de 2013.       |
| Vitória | 10-0   | Vladimir Starcencov | Nocaute Técnico (socos)                 | Bellator 79                                 | 02/11/2012 | 2     | 0:27  | Rama, Ontario              | Estréia no Bellator.                         |
| Vitória | 9-0    | Fabiano Scherner    | Nocaute (socos)                         | Fight Nights - Battle of Desne              | 17/09/2012 | 1     | 3:51  | Bryansk, Oblast de Briansk |                                              |
| Vitória | 8-0    | Eddie Sanchez       | Nocaute (soco)                          | Fight Nights - Battle of Moscow 7           | 07/06/2012 | 1     | 0:55  | Moscow, Moscow Oblast      |                                              |
| Vitória | 7-0    | Karol Celinski      | Nocaute Técnico (interrupção do córner) | FFC 2 - Russia vs. Latvia                   | 14/04/2012 | 1     | 0:55  | Riga, Vidzeme              |                                              |
| Vitória | 6-0    | Ivan Frolov         | Finalização (pressão no pescoço)        | IMMAT - International MMA Tournament        | 29/06/2011 | 1     | 0:45  | Bryansk, Oblast de Briansk |                                              |
| Vitória | 5-0    | Juan Espino         | Nocaute (soco)                          | Sambo 70 vs. Spain                          | 21/04/2011 | 1     | 0:09  | Moscow, Moscow Oblast      |                                              |
| Vitória | 4-0    | Valery Scherbakov   | Finalização (chave de braço)            | M-1 Challenge XXII: Narkun vs. Vasilevsky   | 10/12/2010 | 1     | 1:05  | Moscow, Moscow Oblast      |                                              |
| Vitória | 3-0    | Vitalii Yalovenko   | Decisão (unânime)                       | M-1 Selection 2010 - Eastern Europe Finals  | 22/07/2010 | 3     | 5:00  | Moscow, Moscow Oblast      |                                              |
| Vitória | 2-0    | Alexander Zubachov  | Finalização (mata leão)                 | Sambo-70 / M-1 Global                       | 14/07/2010 | 1     | 0:27  | Sochi, Krasnodar Krai      |                                              |
| Vitória | 1-0    | Ruslan Kabdulin     | Finalização (chave de braço)            | M-1 Selection 2010 - Eastern Europe Round 2 | 10/04/2010 | 1     | 4:19  | Kiev, [[Oblast de Kiev]    |                                              |